# Prepona krates
Prepona krates är en fjärilsart som beskrevs av Hans Fruhstorfer 1904. Prepona krates ingår i släktet Prepona och familjen praktfjärilar. Inga underarter finns listade i Catalogue of Life.